# The House Jack Built
«The House Jack Built» es la canción número tres del álbum de estudio titulado Load del grupo musical estadounidense de heavy metal Metallica.
La canción está en un compás de 4/4 y la parte de "The higher you walk..." está en 6/4. Posee el único solo de Metallica que usa el pedal talkbox, al minuto 4:17 (la canción Holier Than Thou contiene talkbox sólo en la introducción).

## Créditos
- James Hetfield: Voz, guitarra líder y talk box.
- Kirk Hammett: Guitarra rítmica.
- Jason Newsted: Bajo eléctrico y coros.
- Lars Ulrich: Batería y percusión.